# Joachim Litawor Chreptowicz
Joachim Litawor Chreptowicz herbu Odrowąż, pseud. „Jeden z współziomków” (ur. 4 stycznia 1729 w Jasieńcu, zm. 4 marca 1812 w Warszawie) – kanclerz wielki litewski w 1793 roku, podkanclerzy litewski w 1773 roku, minister spraw zagranicznych Straży Praw, starosta starodubowski w 1767 roku, sekretarz wielki litewski w 1764 roku, stolnik nowogródzki w 1752 roku, pułkownik roty petyhorskiej Buławy Wielkiej Wielkiego Księstwa Litewskiego w 1764 roku, starosta orszański i zośleński w 1775 roku, członek Komisji Edukacji Narodowej w latach 1773–1781, publicysta, poeta i tłumacz.

## Życiorys
Joachim Chreptowicz urodził się w Jasieńcu nad rzeką Serwecz koło Nowogródka. Jego rodzicami byli Marcjan, starosta werbelski i Regina Wojnianka (z Woynów), podczaszanka nowogródzka. Lata dziecięce spędził u babki Teofili z de Reasów, żony Kazimierza Niesiołowskiego. Pierwsze nauki pobierał w domu rodzinnym w Szczorsach, a następnie u jezuitów w Akademii Wileńskiej. Przez kolejne 3 lata kształcił się w Braniewie. Po powrocie na Litwę służył w chorągwi husarskiej królewicza Karola.
W roku 1752 został stolnikiem nowogródzkim, w 1753 deputatem grodzkim na  Trybunału Głównego Wielkiego Księstwa Litewskiego, w 1754 posłem na sejm. Został wówczas stronnikiem familii Czartoryskich. Marszałek województwa nowogródzkiego  w konfederacji generalnej Wielkiego Księstwa Litewskiego w 1764 roku. Był posłem na sejm konwokacyjny (1764). Był marszałkiem nowogródzkich sejmików 1764 roku: konfederackiego, przedelekcyjnego, przedkoronacyjnego oraz sejmiku gromnicznego 1765 roku. Jako  poseł województwa nowogródzkiego na sejm elekcyjny był elektorem Stanisława Augusta Poniatowskiego w 1764 roku z województwa nowogródzkiego. W 1764 roku na sejmie koronacyjnym wyznaczony do komisji do compositio inter status.  Na sejmie koronacyjnym 1764 został sekretarzem wielkim litewskim. W 1765 roku został marszałkiem Trybunału Głównego Wielkiego Księstwa Litewskiego. W 1765 został kawalerem Orderu Świętego Stanisława. W 1766 roku był posłem na Sejm Czaplica z  województwa nowogródzkiego. W końcu 1769 roku i na początku 1770 zabiegał we Francji (z polecenia Stanisława Augusta) o wsparcie dyplomatyczne dla Polski.
W 1773 został podkanclerzym litewskim. Członek konfederacji 1773 roku. Na Sejmie Rozbiorowym 1773-1775 wszedł w skład delegacji wyłonionej pod naciskiem dyplomatów trzech państw rozbiorczych, mającej przeprowadzić rozbiór. 18 września 1773 roku podpisał traktaty cesji przez Rzeczpospolitą Obojga Narodów ziem zagarniętych przez Rosję, Prusy i Austrię w I rozbiorze Polski.  Został członkiem Komisji Rozdawniczej Litewskiej, ustanowionej dla likwidacji majątku skasowanego w Rzeczypospolitej zakonu jezuitów. Był jednym z twórców Komisji Edukacji Narodowej. Przez 2 lata wchodził do Rady Nieustającej jako przewodniczący Departamentu Interesów Cudzoziemskich. Członek konfederacji Andrzeja Mokronowskiego w 1776 roku. Był członkiem konfederacji Sejmu Czteroletniego. We wrześniu 1789 roku wszedł w skład Deputacji do Formy Rządu, powołanej przez Sejm Czteroletni dla określenia ustroju Rzeczypospolitej. W 1790 oczynszował i rozkolonizował swoich poddanych we włościach szczorsowskich. W czasie obowiązywania konstytucji 3 maja został 8 czerwca 1791 ministrem spraw zagranicznych Rzeczypospolitej i wszedł w skład Straży Praw. W czasie wojny polsko-rosyjskiej 1792 nakłaniał króla Stanisława Augusta do przystąpienia do konfederacji targowickiej. Król za jego pośrednictwem tajnie negocjował warunki zaprzestania działań wojennych z pozostałym w Warszawie posłem rosyjskim Jakowem Bułhakowem. 14 czerwca 1792 został z mianowania targowiczan kanclerzem wielkim litewskim. Sejm grodzieński (1793) nominował go do Komisji Edukacji Narodowej. Sędzia sądu sejmowego sejmu grodzieńskiego 1793 roku z Ministerium. W 1795 zamieszkał w Warszawie, oddając się pracy naukowej. Był jednym z najwybitniejszych w Polsce fizjokratów.
Interesował się również pszczelarstwem i w tej dziedzinie wypowiedział wiele nowych myśli, np.: że matka pszczela jest jedyną płodną samicą w rodzinie pszczelej, robotnice są samicami niepłodnymi, a trutnie samcami. Zajmował się również konstrukcjami uli.
W Szczorsach wybudował pałac w stylu francuskim, w którym zgromadził pokaźną bibliotekę. W 1790 jako pierwszy na Litwie oczynszował chłopów ze swoich włości.
W 1773 odznaczony Orderem Orła Białego.

## Twórczość

### Ważniejsze utwory
- Réponse de la part du Roi aux Députés de la Délégation prononcée par... le 16 févier 1774, brak miejsca i roku wydania
- "Zdanie JW. JP. ... na projekt pod tytułem: Powinności i władza departamentów w Radzie, na sesji sejmowej w r. 1776 d. 23 września dane", brak miejsca i roku wydania; także Warszawa 1776 (tu nieco inaczej sformułowano końcową część tytułu: ... na sesji sejmowej dnia 23 września 1776 miane)
- Poezja, wyd. w: I. Krasicki "Zbiór potrzebniejszych wiadomości", Warszawa 1781 i wyd. następne, (artykuł)
- Odpowiedź tegoż, powst. 1787, wyd. w: F. Karpiński Dzieła wierszem i prozą, t. 1, Warszawa 1806, s. 348-350; odpowiedź na list poetycki F. Karpińskiego pt. "List do J. L. C. P. W. Ks. L. (Joachima Litawora Chreptowicza Pisarza Wielkiego Księstwa Litewskiego) z Krasnegostawu; Karpiński napisał w 1787 roku 2 kolejne listy poetyckie do Chreptowicza, ogł. w: Dzieła..., s. 346-348, 350-354
- Głos JW. Jmci Pana... na sesji sejmowej dnia 18 grudnia r. 1789, brak miejsca i roku wydania
- Odezwa do publiczności, brak miejsca wydania (1794)
- Reprodukcja coroczna krajowa, powst. około roku 1801, wyd. w książce: J. Turgot O składaniu się i podzielaniu majątków w społeczności, tłum. S. Kłokocki, Warszawa 1802
- O prawie natury, pismo oryginalne jednego z współziomków[26], wyd. S. K. (Kłokocki), Warszawa 1814
- Na obraz Rafaela. Wiersz łaciński (informacja G. Korbuta)
- Artykuły i wiersze ogłaszane w czasopismach: Magazyn Warszawski (tu: "List do edytora" 1785, t. 1, cz. 1; "Wiadomość względem użytecznego i trwałego poprawiania łąk" 1785, t. 1, cz. 2), Pamiętnik Warszawski (1809-1810).

Kilka wierszy podpisanych nazwiskiem Chreptowicza zawiera rękopis Biblioteki PAN Kraków, sygn. 2059 (Hymn do piękności; Dąb i trzcina; Wiersze, które Anglik jeden napisał). Wiersz pt. "Portret Kiopka szpica" ogł. Tygodnik Wileński 1818, t. 4, s. 112, przedr. J. W. Gomulicki, Stolica 1962, nr 36

### Przekłady
- A. L. G. de Staël: (Inc.:) Nie żyje ten, swojego serca kto nie czuje..., powst. około roku 1790, ogł. L. Bernacki: "Nieznane wiersze Stanisława Trembeckiego", Księga pam. ku czci O. Balcera, t. 1, Lwów 1925; rękopis: Biblioteka PAN Kraków, sygn. 2059
- St. Julien: "Rys życia Tadeusza Kościuszki", fragm. Dziennik Wileński 1820, t. 1, (Chreptowicz miał ponadto tłumaczyć odę J. Delille'a O imaginacji i ody Horacjusza).

### Prace edytorskie
- (T. Glińska): "Szczorse", Magazyn Warszawski 1785, t.1, cz. 1, s. 91-93
- (T. Glińska): "Hymn Peruanów o śmierci, z prozy Inkasów pana Marmontela wyjęty i na wiersz przełożony", Magazyn Warszawski 1785, t.1, cz. 1, s. 99-103.

### Listy i materiały
- Do J. A. Jabłonowskiego z roku 1774, rękopis: Biblioteka Czartoryskich, sygn. 1170
- Do A. Zamoyskiego (z przełomu lat 1776/1777), ogł. anonimowo Gazeta Warszawska 1817; przedr.: A. M. Skałkowski w dod. do wyd.: J. Wybicki "Życie moje", Kraków (1927), Biblioteka Narodowa, seria I, nr 106; A. M. Skałkowski: Archwium Wybickiego, t. 1, Gdańsk 1948
- Do I. Potockiego, rękopis: Archiwum Główne Akt Dawnych (Archiwum Wilanowskie, sygn. 279 b/II – listy z lat 1783-1784)
- Do Jana Śniadeckiego z 5 marca 1788, ogł. M. Baliński we wstępie do wyd.: Jan Śniadecki Dzieła, t. 1, Warszawa 1839, s. 140
- Do Jana Śniadeckiego z roku 1807 i od niego 6 listów z lat 1788-1811; od M. Poczobuta Odlanickiego z lat: 1787, 1803, 1805; od J. Sartorisa z roku 1787; autobiografia, wyd. M. Baliński Pamiętniki o Janie Śniadeckiem, t. 1-2, Wilno 1865
- Do Jana Śniadeckiego, rękopisy znajdowały się w zbiorach w Jaszunach koło Wilna, w tece obejmującej lata 1807-1810, odpisy L. Kamykowskiego w Bibliotece PAN Kraków
- Do Radziwiłłów, rękopisy: Archiwum Główne Akt Dawnych (Archiwum Ordynacji Nieświeskiej)
- Do Stanisława Augusta i od króla, rękopisy w Bibliotece Czartoryskich, sygn. 724
- Od M. Poczobuta Odlanickiego z lat 1768-1805, wykorzystał i fragmenty ogł. M. Baliński: "Ks. Marcin Poczobut", Teka Wileńska 1858, t. 5-6, także przedr. rozszerzony w książce Dawna Akademia Wileńska, Petersburg 1862; poszczególne listy ogł.: S. Załęski Jezuici w Polsce, t. 5, cz. I, Kraków 1906, s. 64-65; Kronika Rodzinna 1883, s. 362-371; Nowy Pamiętnik Warszawski 1804, t. 16, s. 232-234
- 36 listów od H. Stroynowskiego z lat 1777-1805, rękopis: Biblioteka Jagiellońska, sygn. 3514
- Od Jana Śniadeckiego z lat: 1788-1789, 1807-1808, rękopisy: Biblioteka Jagiellońska, sygn.: 3137, 3140, 3157, 3162
- Od Jana Śniadeckiego 4 listy z lat: 1788-1805, wyd. M. Chamcówna, S. Tync: Korespondencja J. Śniadeckiego. Listy z Krakowa, t. 2 (1787-1807), Wrocław 1954
- Od Jana Śniadeckiego z roku 1792, kopia znajdowała się w Bibliotece Krasińskich, sygn. 5146, zniszczona w roku 1944
- Od Jana Śniadeckiego, rękopisy znajdowały się w zbiorach w Jaszunach koło Wilna, w tece obejmującej lata 1811-1814, odpisy L. Kamykowskiego w Bibliotece PAN Kraków
- Od P. Méline'a, rękopis: Biblioteka Czartoryskich, sygn. 818
- Od W. Coxe'a(?), rękopis: Biblioteka Czartoryskich, sygn. 2725
- Raporty dla Stanisława Augusta z misji do Paryża, rękopisy: Biblioteka Polska Paryż, sygn. 35.

Ponadto obszerna korespondencja z różnymi osobami znajdowała się w archiwum w Szczorsach, które w roku 1915 zostało wywiezione do Moskwy (później, częściowo zachowane w Bibliotece Akademii Nauk USRR w Kijowie).